# Plagues
| Оценки критиков     | Оценки критиков |
| Источник            | Оценка          |
| ------------------- | --------------- |
| About.com           | [ 1 ]           |
| Allmusic            | [ 2 ]           |
| AbsolutePunk        | 80%             |
| Rocklouder          | [ 4 ]           |
| Sputnikmusic        | [ 5 ]           |
| Jesus Freak Hideout | [ 6 ]           |

Plagues — второй студийный альбом американской металкор группы The Devil Wears Prada, выпущенный 21 августа 2007 года на звукозаписывающем лейбле Rise Records и и переизданный 28 октября 2008 года с бонус-треками. 

## Список композиций
| №                   | Название                                                                            | Длительность |
| ------------------- | ----------------------------------------------------------------------------------- | ------------ |
| 1.                  | «Goats on a Boat»                                                                   | 4:23         |
| 2.                  | «Number Three, Never Forget»                                                        | 3:41         |
| 3.                  | «HTML Rulez D00d»                                                                   | 3:56         |
| 4.                  | «Hey John, What’s Your Name Again?»                                                 | 3:46         |
| 5.                  | «Don’t Dink and Drance»                                                             | 2:59         |
| 6.                  | «You Can’t Spell «Crap» Without «C»» (с участием Крейга Оуэнса (англ. Craig Owens)) | 3:30         |
| 7.                  | «This Song Is Called»                                                               | 4:25         |
| 8.                  | «Reptar, King of the Ozone»                                                         | 3:10         |
| 9.                  | «The Scorpion Deathlock»                                                            | 3:50         |
| 10.                 | «Nickels Is Money Too»                                                              | 4:08         |
| Общая длительность: | Общая длительность:                                                                 | 35:48        |

| №                   | Название                               | Длительность |
| ------------------- | -------------------------------------- | ------------ |
| 11.                 | «Modeify the Pronunciation»            | 4:35         |
| 12.                 | «Salvation» (с участием Коула Уоллеса) | 3:36         |
| Общая длительность: | Общая длительность:                    | 43:59        |

| №  | Название                                        | Длительность |
| -- | ----------------------------------------------- | ------------ |
| 1. | «Warped Tour»                                   |              |
| 2. | «Ultimatour»                                    | 47:07        |
| 3. | «Hey John, What's Your Name Again?» (видеоклип) | 3:49         |
| 4. | «HTML Rulez D00d» (видеоклип)                   | 3:43         |

## Участники записи

### Состав группы
- Дэниэл Уильямс (англ. Daniel Williams) — ударные
- Крис Руби (англ. Chris Rubey) — соло-гитара
- Майк Граника (англ. Mike Hranica) — ведущий вокал
- Джереми ДеПойстер (англ. Jeremy DePoyster) — ритм-гитара, чистый вокал
- Энди Трик (англ. Andy Trick) — бас-гитара
- Джеймс Бэйни (англ. James Baney) — клавишные, фортепиано